# Liste des conseillers nationaux du canton du Jura
Cette page liste les représentants du canton du Jura au Conseil national depuis sa création en 1979.

## Abréviations des partis
- CSI : Chrétiens-socialistes indépendants
- PDC : Parti démocrate-chrétien
- PRD : Parti radical-démocratique
- PSS : Parti socialiste suisse
- UDC : Union démocratique du centre

## Liste
| Nom                  | Parti | Mandat    | Né   | Mort |
| -------------------- | ----- | --------- | ---- | ---- |
| Dominique Baettig    | UDC   | 2007–2011 | 1953 |      |
| Pierre Etique        | PRD   | 1983–1993 | 1945 | 1993 |
| Pierre-Alain Fridez  | PSS   | 2011–     | 1957 |      |
| Valentine Friedli    | PSS   | 1983–1987 | 1929 | 2016 |
| Jean-Paul Gschwind   | PDC   | 2011–2023 | 1952 |      |
| Pierre Kohler        | PDC   | 2003–2007 | 1964 |      |
| François Lachat      | PDC   | 1995–2003 | 1942 |      |
| Jean-Claude Rennwald | PSS   | 1995–2011 | 1953 |      |
| Gabriel Roy          | CSI   | 1979–1983 | 1940 | 2001 |
| Alain Schweingruber  | PRD   | 1993–1995 | 1952 |      |
| Thomas Stettler      | UDC   | 2023-     | 1969 |      |
| Gabriel Theubet      | PDC   | 1987–1995 | 1936 |      |
| Jean Wilhelm         | PDC   | 1979–1983 | 1929 | 2007 |

## Sources
- (de) Cet article est partiellement ou en totalité issu de l’article de Wikipédia en allemand intitulé « Liste der Nationalräte des Kantons Jura » (voir la liste des auteurs).
- « Banque de données recensant les membres des conseils depuis 1848 », Parlement suisse